# Chiesa del Santissimo Salvatore (San Salvatore di Fitalia)
La chiesa del Santissimo Salvatore, detta anche “basilica maggiore”, o basilica del Salvador Mundi, è il principale luogo di culto e chiesa madre di San Salvatore di Fitalia.

## Storia

### Epoca bizantino - arabo - normanna
Luogo di culto fondato in epoca bizantina e ricostruito in epoca normanna. Sotto il regno degli Altavilla (Gran Conte Ruggero) il territorio del Fitalia fu diviso in cinque parti: i tre quinti assegnati alla giurisdizione feudale del vescovo di Patti, e i due quinti all'arcivescovo di Messina e al monastero di suore benedettine del Santissimo Salvatore di San Marco d'Alunzio.

### Epoca aragonese - spagnola
Nel 1515 la struttura fu completamente modificata ed ampliata realizzando tre ampie navate e configurando un impianto basilicale.
Lo stile romanico si amalgama e fonde con le linee del gotico degli archi a sesto acuto grazie all'operato di un maestro lapicida operante nei Nebrodi, il cui nome è perpetuato nei secoli, così come recita l'iscrizione esistente nella prima colonna a destra "Hunc arcum fecit magister Joanes de Patterio". La colonna è abbellita dal capitello modellato con motivo di sirena, figura dal busto femminile caratterizzato dalla coda biforcuta, elemento tipico del repertorio figurativo dell'età di mezzo.
Le due teorie di colonne in pietra ben tornite, poggiate su plinti, sono sormontate da capitelli testimoni della vecchia tradizione iconografica medievale con decori che spaziano dalle figure antropomorfe a quelle epiche con riferimento alla mitologia, dai motivi fitomorfi alla ripetizione di modelli geometrici, la varietà delle decorazioni costituisce elemento peculiare dei manufatti e delle strutture oggetto di mirati approfondimenti ed interesse.

### Epoca borbonica
Alla fine dell'700, il tempio fu completamente trasformato appesantendolo eccessivamente con decorazioni e stucchi barocchi secondo il gusto dell'epoca.
Alla stessa stregua d'importanti siti monumentali isolani tutte le superfici furono ricoperte da spessi strati di intonaco e gesso che ricoprirono affreschi, occultarono un portale romanico e le iscrizioni, nascosero sepolture, celarono il colonnato e l'archeggiato in pietra incapsulati entro piastroni di stucco.

### Epoca contemporanea
Nei primi anni '70 del secolo sorso la basilica fu chiusa al culto a causa delle cattive condizioni statiche del tetto. I lavori di restauro si sono protratti per circa un ventennio a cura della Soprintendenza dei Beni Culturali ed Ambientali di Messina, durante i quali sono stati messi a nudo particolari scrollando fronzoli e orpelli superflui. Quindi riportati alla luce brani di affreschi, gli elementi superstiti di un portale romanico, le iscrizioni e le sepolture, e restituire al primitivo splendore i colonnati e le teorie di archi ogivali in pietra.

## Interno
Impianto basilicale ripartito in tre ampie navate dalle colonne reggenti archi acuti, crociera con ampio transetto e luminose cappelle di fondo. Grandi campate a tutto sesto, poco profonde, incassate alle pareti in corrispondenza delle luci fra colonne ospitano nicchie o quadri d'epoca.

### Navata destra
- Prima campata: sulla parete il dipinto raffigurante Giovanni Paolo II.
- Seconda campata: sulla parete il dipinto raffigurante la Madonna Addolorata.
- Terza campata: varco.
- Quarta campata: Altare della Madonna della Neve. Altare ligneo secentesco incassato alla parete. Due colonne scanalate d'ordine dorico, fusto inferiore arabescato, con capitelli corinzi, reggono un cornicione. Due fasce con motivi a candelabra o grottesche in rilievo delimitano la nicchia centrale, nei pennacchi angeli portacorona. Nel vano è collocata la Madonna della Neve, statua marmorea opera di Antonello Gagini.[4][5] Chiude la prospettiva uno stemma intermedio sorretto da putti costituito da corona e decorazioni, ai lati delle colonne una ricca decorazione con volute ed erme.
- Quinta campata: sulla parete il dipinto raffigurante la Madonna del Rosario ritratta con San Domenico di Guzmán e Santa Caterina da Siena.

### Navata sinistra
- Prima campata: vara processionale.
- Seconda campata: alla parete il quadro raffigurante San Calogero.
- Terza campata: varco.
- Quarta campata: Altare della Madonna del Carmine. Nella nicchia è collocata la statua restaurata raffigurante la Madonna del Carmine.
- Quinta campata: alla parete il quadro raffigurante la Vergine Maria.

### Transetto

#### Absidiola destra
- Absidiola destra: Cappella del Santissimo Sacramento. L'ambiente ospita un monumentale tabernacolo ligneo commissionato dal vescovo mecenate Pietro Galletti verosimilmente durante il suo mandato pastorale nella conduzione della diocesi di Patti nel periodo a cavallo il 1723 e il 1729. Su una massiccia mensa delimitata da grandi volute e abbellita da un prezioso e delicato paliotto tessile, si eleva una grandiosa machina lignea con superfici di fondo lisce dal colore verde antico e dettagli in rilievo color oro. La struttura richiama un arco trionfale con due grandi campate delimitate da colonne tortili e abbellite da fitta decorazione fitomorfe, che racchiudono un grande ambiente interno, al centro del quale è collocato il piedistallo recante la statua della Vergine Maria assisa sul globo terracqueo attorniata da putti festanti. Nel primo semiordine le facce laterali della struttura si presentano leggermente sfalsate a favore dell'osservatore, nella parte mediana recano entrambi una nicchia con statua, verosimilmente raffiguranti gli apostoli San Pietro e San Paolo.[4] Gli angoli laterali smussati del prospetto due sono arricchiti da timpani ad arco aggettanti sorretti da colonne doriche col fusto terminale tortile, all'interno festoni fitomorfi in altorilievo. Semplici colonne dallo stesso stile delimitano gli angoli retrostanti. I due ordini sono raccordati da cornicioni alternati a balaustre. Il prospetto del livello, rastremato verso l'alto, presenta un'apertura, in corrispondenza degli archi della cornice è la scultura raffigurante la Signoria di Dio Onnipotente. Gli spigoli o nervature esterne, tre per ogni lato, sono arricchite da fitti festoni intagliati con sviluppo terminale a voluta o ricciolo e vasotto acroteriale. Un ulteriore cornicione festonato con vasotti acroteriali ai vertici, costituisce la base per un cupolino a bulbo impreziosito anteriormente con un'aquila bicipite, a sua volta sormontata da una piccola edicola.
  - Braccio destro: Ambiente con lapidi. Urna del Cristo Morto e mezzobusto dell'Ecce Homo.
    - Vano con fonte battesimale.

#### Absidiola sinistra
- Absidiola sinistra: Cappella del Sacro Cuore di Gesù. Nella nicchia è collocata la statua raffigurante il Sacro Cuore di Gesù.
  - Braccio sinistro: Cappella del Santissimo Crocifisso. Su un pilastro della parete di fondo è collocato un antico Crocifisso.

#### Presbiterio
- Altare maggiore. Alle pareti laterali gli scranni del coro ligneo. Un grande cornicione delimita l'area occupata dagli affreschi.
  - Altare ad isola versus absidem. Altare ligneo con tre elevazioni, al centro la statua del Salvador Mundi.
  - Altare versus populum. Altare ligneo con paliotto scolpito.

Nella parete di fondo spra una grande finestra all'interno di un arco in stucco, durante gli ultimi lavori di ristrutturazione, è stato ricollocato la Còna o trittico della Trasfigurazione.
La nicchia maggiore centrale delimitata da fasce verticali con rilievi a candelabra, custodisce la raffigurazione del Salvatore, affiancata da due nicchie minori ospitanti altrettanti Santi in atteggiamento orante. I Quattro Evangelisti a mezzobusto e una coppia di angeli adoranti verso il tabernacolo centrale arricchiscono la predella.
I due ordini sono separati da una ricca cornice, una fascia reca otto teste di putto alate. La scena biblica dell'Annunciazione è ripartita nella figura dell'Angelo Annunciante nella lunetta sinistra, e della Vergine Annunciata nella lunetta destra. Nel lunettone centrale è rappresentato il mistero della Trasfigurazione sul monte Tabor. Pinnacoli fra le arcate e foglie d'acanto stilizzate all'estremità superiori, decorano le lunette laterali. I personaggi si mostrano in ricchi panneggi dalle pieghe e risvolti interni dipinti d'azzurro lapislazzuli, e rilievi su fondo oro. Commissione d'opera 1527 - consegna 1530.

### Cripte
Ci sono 7 botole nelle quali venivano seppelliti i morti, in mancanza di cimiteri; in 3, che sono nelle navate, si seppellivano i popolani, in una sopra il transetto gli appartenenti alle confraternite, nelle due cappelle i nobili e nella Sacrestia i sacerdoti.

### Le opere di Gagini
Tra le altre opere di Antonello Gagini documentate a San Salvatore di Fitalia è annoverata la Còna o trittico di Santa Maria custodita presso la chiesa di Santa Maria Assunta.
L'edicola centrale delimitata da fasce verticali con rilievi a candelabra, custodisce la raffigurazione della Vergine Maria in altorilievo, lo scomparto riproduce una prospettiva d'architettura affiancato da due nicchie ospitanti rispettivamente San Pietro Apostolo a sinistra, e San Paolo Apostolo a destra, figure rappresentate con gli attributi iconografici Chiavi e Spada. Tre scene bibliche arricchiscono la predella.
La figura mariana presenta sul basamento tre teste di putto alate scolpite, due coppie di esse in atteggiamento osannante, fanno da corona intorno al capo, sulla fascia della cornice superiore due angeli in volo reggono una corona. La lunetta sommitale reca la raffigurazione del Padre Eterno. I personaggi si mostrano in ricchi panneggi arabescati, tra rilievi su fondo oro. Commissione d'opera 1527 - consegna 1528.